# 第504重戦車大隊
第504重戦車大隊（だい504じゅうせんしゃだいたい、独: Schwere Panzerabteilung 504）は第二次世界大戦時に存在したドイツ国防軍陸軍直轄の重戦車大隊。

## 戦歴
主に北アフリカ戦線とイタリア戦線で活動。